# Продан, Наталия Яковлевна
Наталия Яковлевна Продан (18 июля 1907, Егорино, Царичанский район — 17 февраля 1982, Плавещина, Днепропетровская область) — передовик советского сельского хозяйства, свинарка колхоза имени Хрущёва Царичанского района Днепропетровской области, Герой Социалистического Труда (1958).

## Биография
Родилась 18 июля 1907 года в селе Егорино (ныне Царичанского района Днепропетровской области) в украинской крестьянской семье. Окончила начальную школу.
Работать начала в колхозе имени Щорса, занималась на разных работах. В 1945 году была переведена свинаркой на ферму. Смогла показать высокую результативность, в 1945 году ею было получено по семь поросят от каждой свиноматки, а в 1948 году она смогла получить по 20 поросят, в 1950 году — 22,9, в 1953 году — 24,5. В 1955 году добилась приплода количеством 28 поросят, в дальнейшем было и 30, и 32. Представляла свой колхоз на выставке достижений народного хозяйства.
Указом Президиума Верховного Совета СССР от 26 февраля 1958 года за получение высоких показателей в сельском хозяйстве и рекордные показатели в животноводстве Наталии Яковлевне Продан было присвоено звание Героя Социалистического Труда с вручением ордена Ленина и медали «Серп и Молот».
Продолжала трудиться в колхозе свинаркой.
Проживала в селе Плавещина. Умерла 17 февраля 1982 года.

## Награды
- Медаль «Серп и Молот» (26.02.1958);
- орден Ленина (26.02.1958);
- Медаль Материнства 2-й степени;
- другие медали.